# Торленгуа
Торленгуа (ісп. Torlengua) — муніципалітет в Іспанії, у складі автономної спільноти Кастилія-і-Леон, у провінції Сорія. Населення — 89 осіб (2010).
Муніципалітет розташований на відстані близько 170 км на північний схід від Мадрида, 42 км на південний схід від Сорії.

## Демографія
Динаміка населення (INE ):

## Галерея зображень

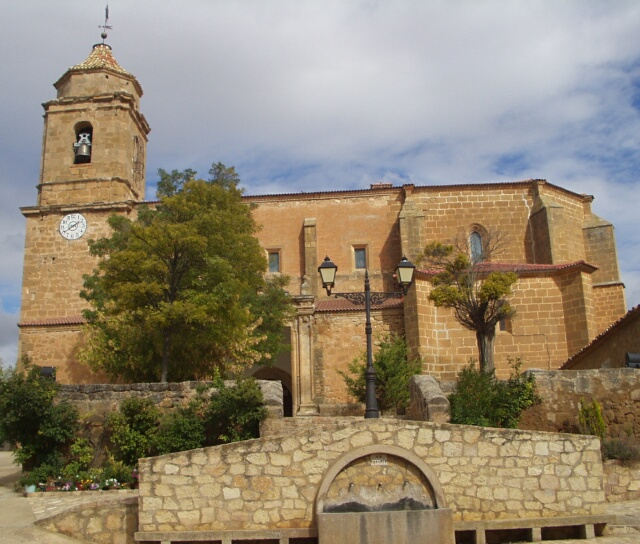
Церква у Торленгуа
Розташування муніципалітету Торленгуа